# 綬草
綬草，又名盤龍參鷊、虉、綬、龍抱柱、紅龍盤柱、雙瑚草、豬鞭草、一線香、豬遼蔘、豬潦子、胜杖草、盤龍箭、反皮索等，是兰科綬草屬的多年生宿根性草本地生蘭。其种加词“sinensis”意为“中华的”。
绶草的花序如绶带一般，故得名，而其花序又如红龙或青龙般盘绕在花茎上，肉质根似人蔘，故绶草也常被称为盤龍蔘。其花期为2－5月（温暖地区）或6－8月（寒冷地区），开紫红色或白色小花，唇瓣较大，花形别致奇特，美丽玲珑，有淡雅的香味，可栽培於草地或盆栽，是很好的观赏植物，適合作为袖珍盆景近距离观赏，而且全草可入药。由於绶草的花期处於清明前後，其又有“清明草”的别称。
绶草已被列入《濒危野生动植物物种国际贸易公约》（CITES）的附录Ⅱ中。

## 形态

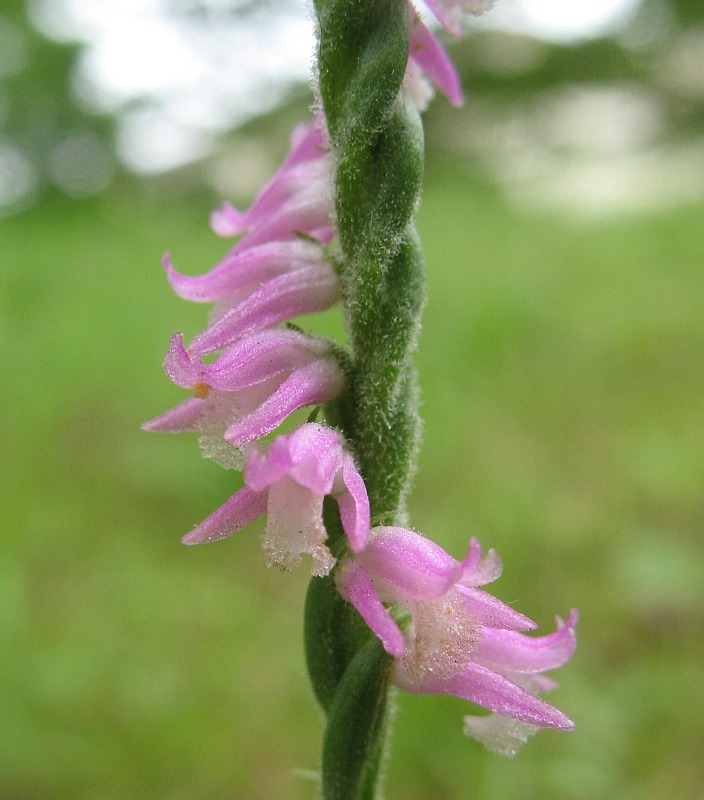
花序

绶草的分布极为广泛，而其植株的大小、叶形、花色以及花茎上部腺状柔毛的有无在不同地区都有较为明显的差异。未处於花期的绶草形态与其他杂草类似，不易分辨，故易被忽视，当作杂草除去，而且由於其为一味重要的中药，常遭到过度采掘，这造成野生绶草难以觅得。

### 茎叶
株高13－50厘米，肉质根多条，黄白色，纺锤形指状且略带念珠状，4－8条簇生於茎基部，长2－6厘米，直径5－8毫米。茎短，淡绿色，直立，2－5片叶基生於近基部。叶条形或线状倒披针形，偶为狭长圆形，肉质无柄，长3－20厘米，宽3－10毫米，先端急尖或渐尖，基生叶先端宽，茎生叶先端窄，中脉微凹，基部收缩成鞘并微抱茎，茎上部叶退化为鞘状苞片，先端长尖。花茎1－4个，直立，长10－35厘米，具2－3枚不育苞片，上部被腺状柔毛或无毛。

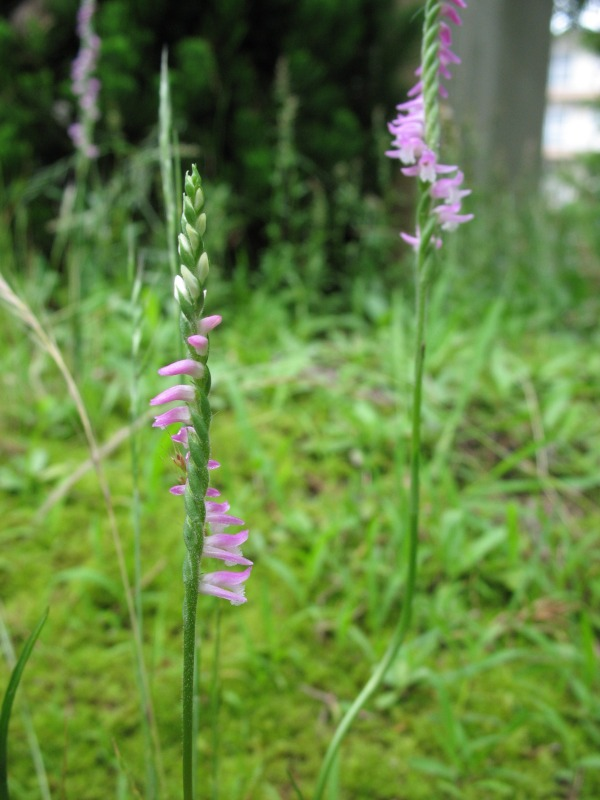
开花顺序自下而上，可看到上部小花还未开放

### 花被
雌雄同株，数枚小花密集生长，组成顶生的总状或穗状花序，螺旋狀盘绕，方向为左旋或右旋，旋转角度不定，花序轴长4－20厘米，被白色柔毛；花多为紫红或粉红色，偶为白色，在花序轴上盘旋生长；花苞片卵披针形，先端长，渐尖，略长於子房；萼片离生，狭披针形，下部靠近合并，中萼片长条圆形，先端钝尖，基部凹，长3－5毫米，宽约1.3－1.5毫米，与花瓣贴近成兜状，侧萼片等长，狭披针形，长5毫米，宽2毫米，先端钝尖，基部倾斜且微凸；花冠钟形，直径4－8毫米；花瓣长圆形或倒披针形，等长於中萼片，厚度小，花被排成2轮，外轮为萼瓣，共5枚，其中上萼瓣3枚，肩瓣2枚，全体或先端紫红或粉红色，或全为白色，内轮为一唇瓣，白色，与蕊柱基部分离，展开後为宽长圆形或披针形，长3.5－5毫米，宽2.5毫米，不裂或3裂，基部伸展并弯成浅囊状，具短爪，囊内具2枚胼胝体，基部至中部边缘全缘，中部至先端表面具皱褶波状长硬毛，边缘为皱褶细齿状，先端微下垂。
绶草的开花顺序是由基部开始，平均每隔1天开花1枚，最後开放至先端，开花至花谢平均需17天，花谢至果熟平均需15天。盛花期後植株枯萎，地下部8－9月重新萌芽，翌年春季开花。

### 花蕊
子房下位，1室，纺锤形，扭转，白绿色，被腺状柔毛，先端弯曲，与花梗总长4－5毫米；雄蕊1枚，蕊柱直立，棒状，长1.8－2.1毫米；花药白色，宽卵形，2室，直立，长0.7毫米，位於蕊柱背侧；粒粉质花粉团2个，每个约1毫米长，具短花粉团柄和狭披针形黏盘；柱头球形，凸出，位於蕊喙下方双侧，一侧一个；蕊喙薄，2裂，直立，三角状披针形，下部边缘具齿。

### 果实
果實为蒴果，深褐色，長橢圓形，长5－6毫米，被细毛，干燥後裂开，内含种子很小。果期3－6月（温暖地区）或8－9月（寒冷地区）。

### 共生真菌
绶草的内生真菌丝核菌属（Rhizoctonia）属於半知菌，能促进绶草的种子萌发，提高幼苗的成活率，因为像其他兰科植物的种子一样，绶草种子中所含的营养不足以使其顺利发芽，因此需要共生真菌为其提供养料。

### 相似種
香港綬草（Spiranthes hongkongensis）是香港的特有種，花多為白色，花序轴和花冠均被腺状柔毛，3朵花組成一圈，松散地形成螺旋，與本種有相似之處。

## 分布
分布於俄罗斯、西伯利亚、蒙古、朝鲜半岛、日本、阿富汗、伊朗、伊拉克、克什米尔、不丹、印度、尼泊尔、巴基斯坦、斯里兰卡、老挝、缅甸、越南、泰国、菲律宾、马来西亚、印度尼西亚、巴布亚新几内亚、澳大利亚、新西兰、台湾、香港以及中国大陆各地区，生长於海拔200米至3,400米的地区，常见於山坡林地、灌丛、草地、河滩沼泽草甸中。

## 用途

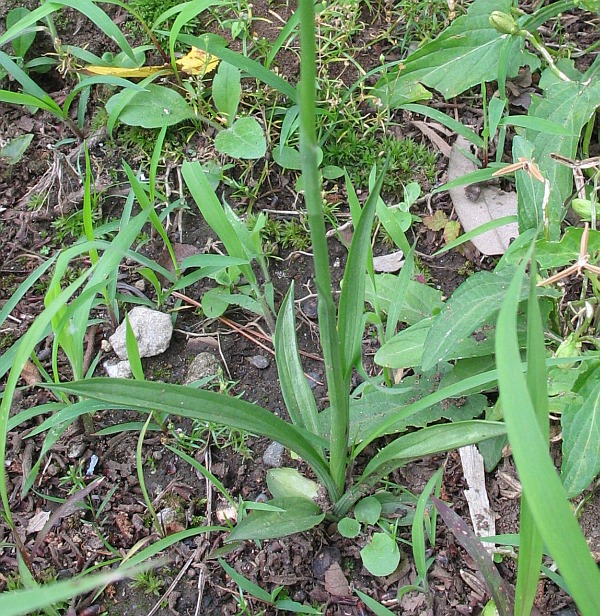
茎叶

中国民间常用盘龙参泡制米酒或熬制鸡汤，以作食补。

### 药用
绶草是一种疗效很好的抗癌药物，其中所含的阿魏酸二十八醇酯（octacosyl ferulate）已被证实有抗肿瘤作用。

#### 中药
綬草作为中药最早见於《滇南本草》，根和全草可入药，气味微弱，味道甜而微酸，叶片干品皱褶，展开後与鲜品形状类似，质厚，根部干品表面为黄白色至暗棕色，有不规则纵皱纹，幼嫩者表面有多条淡黄色细根毛，质脆易断，断面白色至黄白色，无粉末，花序螺旋盘绕，花果大都脱落，肉质厚且肥大的黄白色根部干品和茎叶绿且无泥土杂质的较完整全草干品为佳品。
中医认为绶草性甘、苦、平，歸心、肺经，有益气养阴、清热解毒的功效，可用於治疗病後虚弱、阴虚内热、咳血、头晕、腰痛酸软、糖尿病、遗精、淋浊带下、咽喉肿痛、毒蛇咬伤、燒燙傷、疮疡痈肿，可用9－15克干品或15－30克新鲜全草煎汤服用，也可采用适量新鲜绶草捣碎，然後外敷。

#### 藏药
藏药中称绶草为“西介拉巴”，最初见於《四部医典》，与手参（Gymnadenia conopsea，藏药名“昂保拉巴”）合称为“旺拉”（旺保拉巴，又作昂保拉巴），不过现在“旺拉”一名仅指手参。在藏族传说中，西介拉巴是由被昂保多丹用剑砍断的蛇头药叉之子西介的断手演化而生的。

#### 蒙药
蒙药中称绶草为“敖朗黑布”，是蒙药中一味主要的药品。

## 栽培

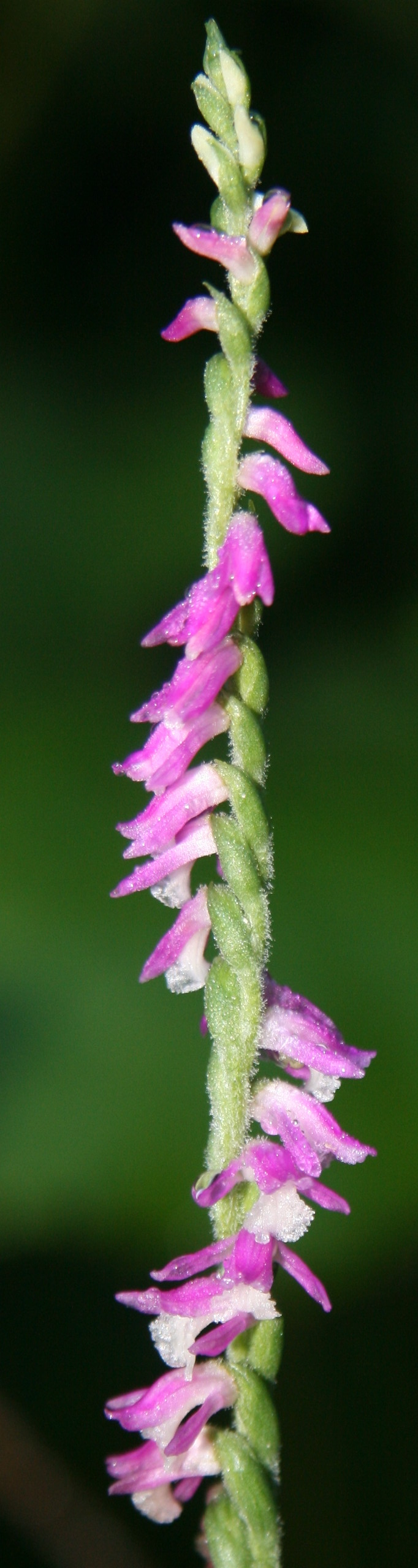
花序

绶草野性很强，栽培不易存活，而且肉质根较脆弱，挖取时需注意不要伤根，否则存活率更低。与大多数兰花一样，绶草对生活环境的要求较高，需要湿润肥沃的土壤、共生菌根菌以及其他生物的共同作用才能生长得很好。繁殖可采用分株或播种的方法，但播种法需共生真菌促进种子萌发，光照需半阴。若以细砂和泥炭土为苗床，并在播种後覆以蛇木屑，则可使种子发芽率提高，生长情况良好，并能使株型整齐。春夏每日浇水一次，秋冬4－5日浇水一次，新叶出现时施用有机肥可促进其生长。由於绶草具有醫藥價值，因此台灣已有業者大規模生產。